# Stephen Furst
Stephen Furst (8. května 1955 Norfolk, Virginie – 16. června 2017 Moorpark, Kalifornie), rodným jménem Steven Nelson Feuerstein, byl americký herec a režisér.
Vystudoval divadelnictví na Virginia Commonwealth University. Jako herec působil v televizi i filmu od roku 1975, jednou z jeho prvních větších rolí byla postava Kenta Dorfmana v komediálním seriálu Delta House. V průběhu 80. let pravidelně hrál např. v seriálech St. Elsewhere (1983–1988) a Have Faith (1989). Epizodní role dostal v seriálech jako MacGyver, To je vražda, napsala či Melrose Place. V letech 1994–1998 hrál postavu Vira Cotta ve sci-fi seriálu Babylon 5; zopakoval si ji i v navazujícím televizním filmu Babylon 5: Třetí prostor (1998). Dále ve větších rolích působil v seriálu Jungle Cubs či jako dabér v animovaném seriálu Buzz Lightyear of Star Command. Po roce 2000 se objevil např. v seriálu She Spies nebo celovečerních snímcích Searching for Haizmann, Pokoj vášně a Seven Days of Grace.
Jako režisér se mimo jiné podílel na třech epizodách Babylonu 5 a dvou dílech navazujícího seriálu Křížová výprava.
Jeho otec zemřel na komplikace spojené s cukrovkou, samotnému Stephenovi byl zjištěn diabetes mellitus II. typu. Kvůli potížím s cukrovkou a možné amputaci chodidla v roce 1996 shodil Furst v krátké době přibližně 36 kilogramů, což je patrné mezi koncem třetí a začátkem čtvrté řady Babylonu 5. Na problémy spojené s cukrovkou zemřel ve svém domě dne 16. června 2017 ve věku 62 let.
Jeho synové Nathan a Griff působí též v oblasti filmu a televize. Nathan skládá hudbu, Griff je hercem a režisérem.